# Intercambio de pareja
El intercambio de pareja o swinging (del inglés swing, «oscilar, columpiar») se refiere a un tipo de actividad sexual en el que tanto personas solteras como miembros de una pareja comprometida participan en actos sexuales con otras personas por propósitos recreativos. El intercambio de pareja es una forma de no monogamia que se experimenta en pareja, cuando ésta tiene una relación abierta. En general, el intercambio de pareja es caracterizado por la asistencia a eventos organizados donde los participantes tienen sexo con personas diferentes a su pareja establecida (si es que la tienen) a la vez que evitan el desarrollo de vínculos emocionales románticos (aunque a menudo surgen amistades).El individuo o pareja que incurre en estas prácticas suele denominarse swinger o «parejas liberales», tal y como se dieron a conocer en el Europa de 1975 en libros, prensa y revistas como la histórica Lib.
También referido como estilo de vida basado en el intercambio de pareja,  incluye un amplio rango de actividades sexuales realizadas entre parejas heterosexuales, bisexuales u homosexuales en un mismo local privado o inmueble particular.[cita requerida]
Las personas pueden participar en este estilo de vida por una variedad de razones. Entre las citadas por miembros de esta comunidad están la de tener mayor calidad y cantidad de sexo, agregar variedad a una vida sexual por lo demás convencional, o por curiosidad, o por cumplir fantasías sexuales. Algunas parejas ven el intercambio de pareja como una válvula de escape saludable y un medio para fortalecer su relación. El término se refiere pues al comportamiento que reconoce y acepta la ampliación del horizonte sexual de la pareja, e incluye una amplia gama de actividades eróticas y sexuales realizadas entre una pareja y una o más personas.  
El fenómeno del intercambio de parejas, o al menos su mayor discusión y práctica, es considerada por algunos como resultado de las actitudes más libres hacia la actividad sexual tras la revolución sexual de la década de 1960, la invención y disponibilidad de la píldora anticonceptiva, y el surgimiento de tratamientos para muchas de las infecciones de transmisión sexual que eran conocidas en esa época. La adopción de prácticas de sexo seguro se hizo más común al final de la década de 1980. Es también un tema recurrente en la pornografía.

## Historia

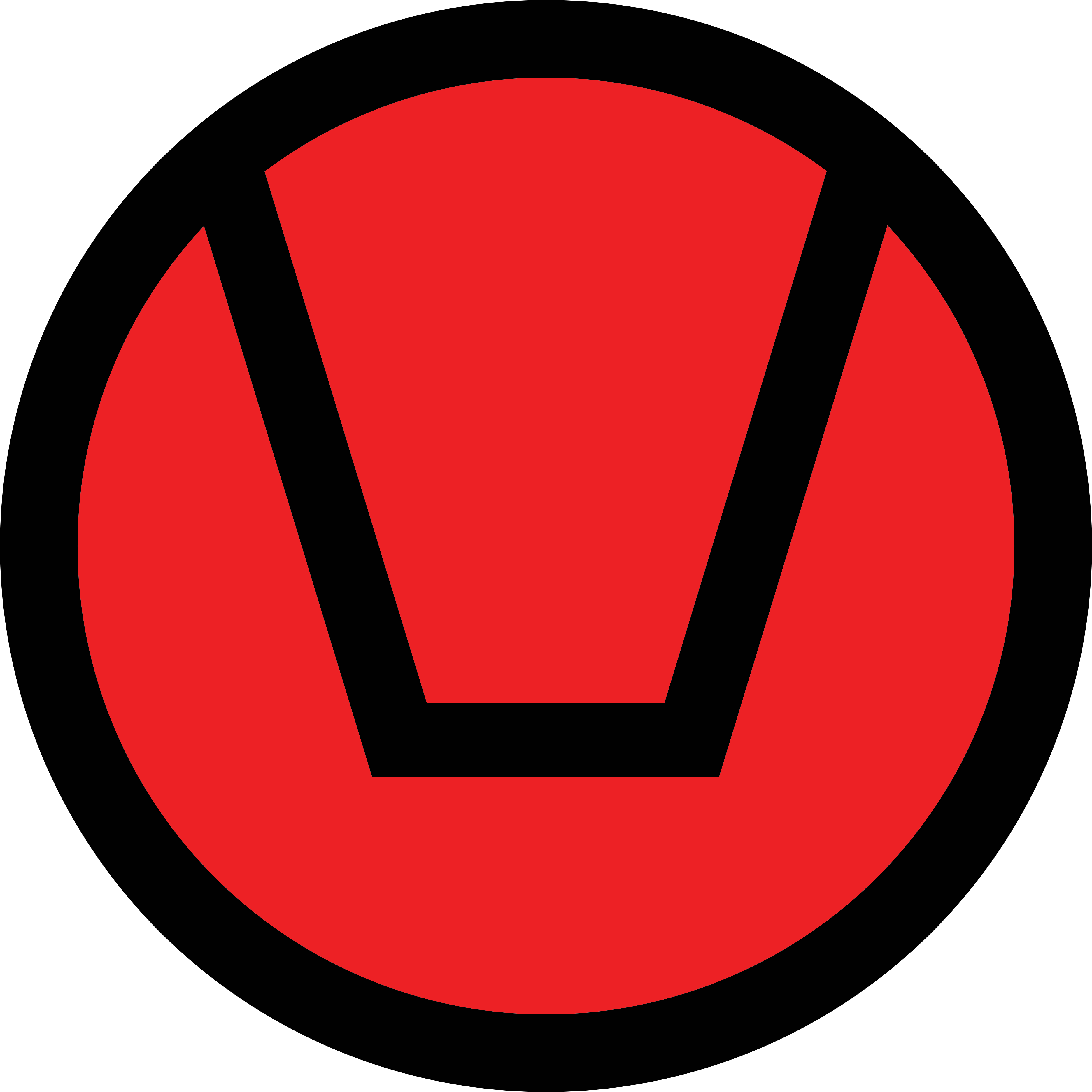
El símbolo swinger para reconocer a la comunidad en público:The Swing (columpio abstracto)

Los comportamientos sexuales promiscuos, es decir, las relaciones sexuales con parejas (frecuentemente) cambiantes, ha existido en casi todos los tiempos y en todas las culturas. Sin embargo, el intercambio de parejas debe distinguirse de otras formas similares, como la poligamia (una forma de matrimonio institucional o socialmente reconocida) o el poliamor (relación amorosa real entre varias personas). El intercambio de parejas se caracteriza en particular por centrarse exclusivamente en la experiencia sexual sin supeditarse a relaciones personales ni a estructuras o normas sociales. En este sentido, como forma de encuentro interpersonal, es comparable a las aventuras de una noche, por ejemplo.
El intercambio de parejas siempre ha estado presente como comportamiento sexual (por ejemplo, son proverbiales las orgías en la antigua Roma o la práctica de tener concubinas y amantes reales de la época barroca). Como tendencia social establecida y extendida (aunque en condiciones especiales), no surgió sino hasta mediados del siglo XX en los Estados Unidos, como sugiere el término común en inglés swinging. Según la obra de Terry Gould The Lifestyle: A Look at the Erotic Rites of Swingers (El estilo de vida: Una mirada a los ritos eróticos de los swingers), este movimiento se inició en las Fuerzas Aéreas estadounidenses, cuyos pilotos durante la Segunda Guerra Mundial se aseguraban uno al otro que cuidarían de las esposas de sus compañeros en caso de muerte, en todos los aspectos, lo que al parecer incluía el sexual. Los medios de comunicación estadounidenses no tardaron en etiquetar esta práctica como «intercambio de esposas», llevando la idea a la opinión pública. En la década de 1960 se fundó en Berkeley (California) la primera organización, la Sexual Freedom League (Liga por la Libertad Sexual). Poco después se fundó la North American Swing Club Association (NASCA), una organización que reunía información sobre el intercambio de parejas en todo Estados Unidos.
El swinging pronto se extendió a otros países y encontró seguidores sobre todo en el mundo occidental. En la España de los años setenta la práctica fue conocida en círculos restringidos un lujoso chalé de la Sierra de Guadarrama donde se organizaban reuniones de pequeños grupos de parejas no profesionales. También por la misma época se habría dado actividad swinger con cierta asiduidad en determinados campings, entre clases sociales más modestas. Revistas como la histórica Lib fueron uno de los pocos canales de contacto entre parejas a finales de los setenta y durante la década de los ochenta.
En México a mediados de los años 1990 el movimiento swinger comenzó a propagarse por el interior del país debido a la regionalización de revistas eróticas como Club Swinger y Galería Erótica, las cuales en un principio solo tenían tiraje en las principales ciudades del país.
A partir del año 2000, se inició el auge de los bares Swinger en la capital de la república mexicana, los cuales últimamente no solo permiten entre sus clientes el intercambio de parejas, sino que además añaden dentro de su variedad distintos tipos de sex show, donde ellos mismos son los protagonistas.

## Organizaciones
Algunas actividades de intercambio de pareja están muy bien organizadas. Hay por lo menos 400 clubes de intercambio de pareja en Estados Unidos, y más de 600 en Europa. En la mayoría de las grandes ciudades existe al menos un club permanente, aunque frecuentemente guardan un perfil bajo para evitar la atención negativa. Los swingers se encuentran a través de revistas, anuncios personales, fiestas caseras de intercambio y la red.
Los clubes se dividen típicamente en clubes “internos” ("On premise"), donde la actividad sexual puede ocurrir dentro del local, y clubes “externos” ("Off premise"), donde la actividad sexual no está permitida al interior del local, pero se puede concertar en un lugar cercano.
Al margen de los organizadores empresariales que ven el movimiento Swinger (SW) como un negocio, aparecen organizaciones autogestionadas que ven el swingerismo como un modo de vida y se organizan como si fuesen ONG {ejemplos requeridos}. La forma que comienza a aparecer en América Latina es el Círculo de Confianza, es decir, grupos de parejas que se reconocen como parejas swingers y se protegen entre sí al margen de los negocios que pretenden usufructuar el estilo de vida con locales, negocios, donde existen intermediaciones en las que se gestiona por medio de pago. El grupo swinger por círculo de confianza se inspira en los círculos mexicanos denominados El Gato en la oscuridad, que han establecido un canal civil, outsider, para las parejas mexicanas que quieren intercambiarse sin la mediación de empresas o dinero.[cita requerida] Para muchas parejas, el estilo de vida y los clubes son tanto una vertiente social como sexual.

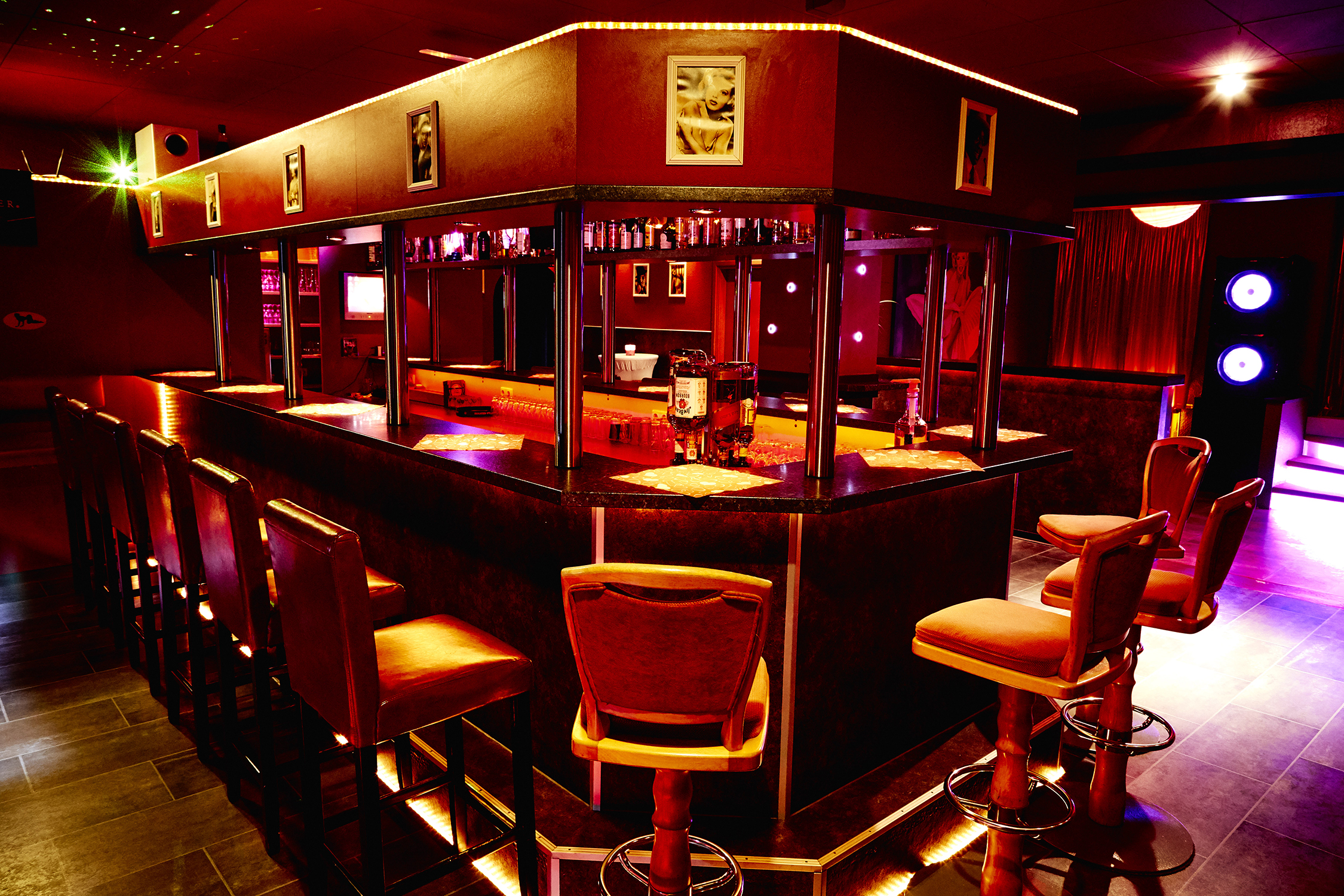
Interior de un club swinger en Hamburgo, Alemania.

Muchos de los clubes externos siguen un formato de bar o club nocturno, algunas veces rentando un bar existente para eventos programados en los días en que estos tienen poca demanda. En Europa, los clubes externos son raros. Existen tres formatos estándar: el bar / club nocturno (usualmente pequeño) ubicado en los centros de las ciudades y enfocado alrededor de la pista de baile; el formato de Spa en ambiente nudista, con piscinas, piscinas de hidromasaje, saunas, cuartos de vapor; y el formato de club de campo, fuera de las ciudades, que incluyen elementos de los dos anteriores, y ofrecen además amplias áreas recreativas y usualmente los alimentos se sirven a manera de buffet.
Hay algunas organizaciones nacionales que organizan el intercambio de sus miembros, convenciones y vacaciones grupales. En Europa, los intercambiadores de todo el continente se reúnen en julio y agosto en el pueblo nudista de Cap d'Agde en el sur de Francia, donde existen cerca de ocho clubes de intercambiadores de pareja. En su temporada alta, Cap d'Agde alcanza una población de 30 000 personas.

## Actividades
Las actividades de intercambio de pareja incluyen:
- Observar cómo otros se relacionan sexualmente.
- Tener sexo con tu pareja mientras eres observado.
- Besar, acariciar o tener sexo oral con una tercera o cuarta persona (llamado intercambio suave Soft Swing).
- Tener penetración sexual con algún otro además de tu pareja (intercambio total Full Swap, lo cual es la definición comúnmente entendida de intercambio de pareja).

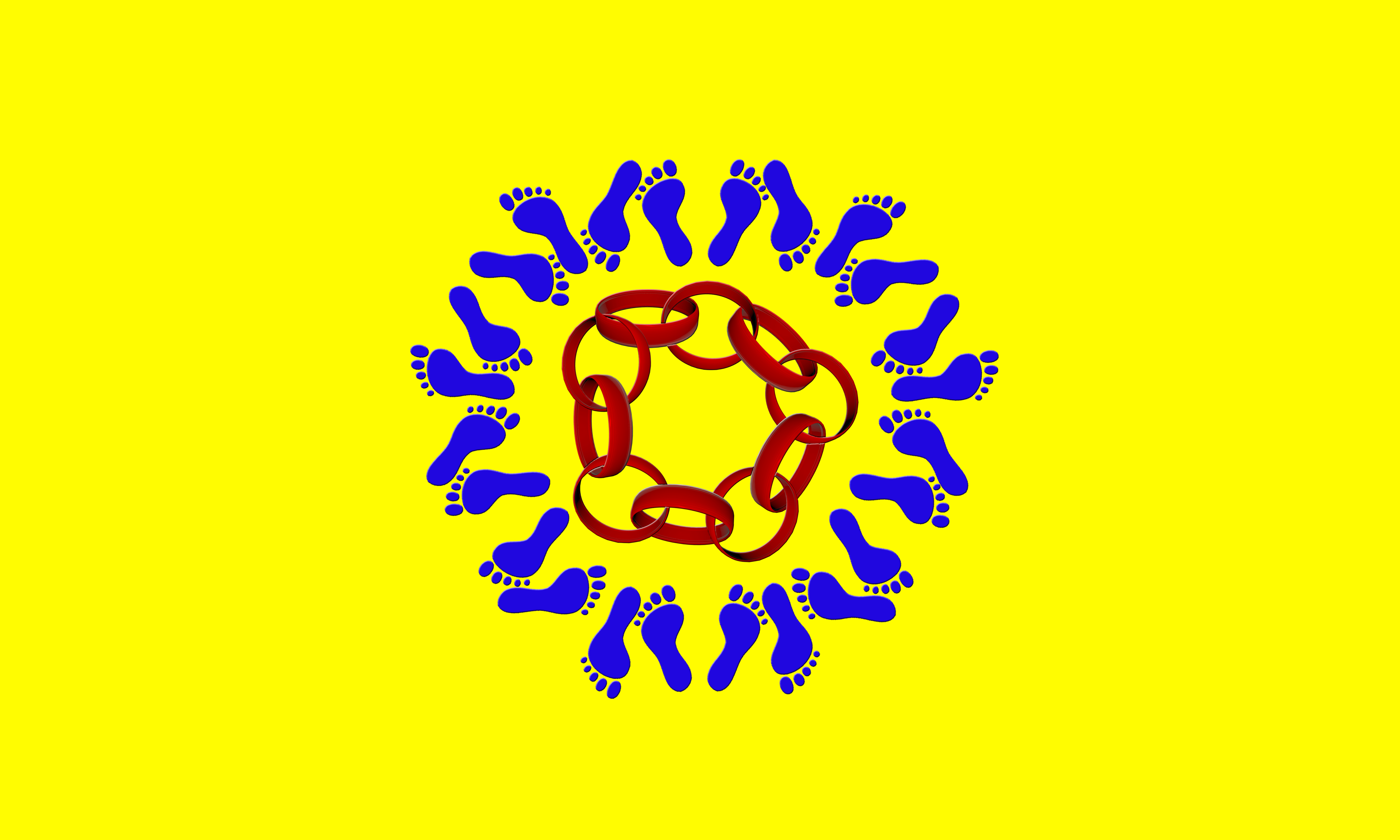
Bandera Internacional de la comunidad Swinger, creada por Ted Williams y con diseño gráfico de Emilio Diseños Enaver

El swinging como forma de práctica sexual combina la sexualidad no monogámica con la monogamia emocional, situación que en los modelos occidentales de pareja se considera inaceptable, en la creencia de que la monogamia sexual refuerza a la emocional y viceversa. No hay seguridad acerca de si este estilo sexual fortalece o debilita las relaciones de pareja, sin embargo sí hay datos estadísticos que indican que muchas parejas monógamas tienen relaciones extramaritales. No se consideran sin embargo "swingers" las prácticas de otras culturas en las que se permite tener relaciones simultáneas con más de una esposa (o más de un marido) porque estas prácticas sexuales se realizan dentro de un círculo "cerrado" equivalente al matrimonio cristiano: sin participación de personas externas a él.
Los novatos pueden descubrir rápidamente que no pueden con los celos que les inspira el ver a su pareja con otra persona. Las parejas liberales creen que incorporar a otros en sus relaciones sexuales mejora el vínculo de la pareja en lo sexual (inexistente en lo emocional), al poder experimentar fantasías juntos, tener una variedad de parejas sexuales y eliminar el engaño por infidelidad. Tienen una regla que restringe la implicación emocional con todo compañero sexual.
Típicamente las actividades de intercambio de pareja ocurren cuando una pareja casada o de otra forma comprometida, se involucra con una pareja similar o un individuo soltero o más raramente mujer soltera. Estas actividades pueden ocurrir o no en un mismo cuarto. El sexo en estas ocasiones se denomina juego. El fenómeno (o al menos su discusión) puede ser visto como parte de una revolución sexual de las décadas recientes.[cita requerida] Un trío es la realización de prácticas sexuales entre tres personas, en cualquiera de las posibles combinaciones de sexos.
La imagen de una tercera persona involucrada en la relación sexual es una de las fantasías más recurrentes. Según Kinsey, fantasear con la propia pareja teniendo relaciones sexuales con a otro/a es también frecuente.

### Etiqueta
Algunos intercambiadores de pareja consideran al “estilo de vida” como una subcultura diferente.
La “principal directiva” en el intercambio de pareja es “no” significa “no”. Esto significa que el rechazo a una proposición sexual no requiere justificación y debe ser siempre respetada. La violación a esta regla, en ocasiones lleva a la expulsión inmediata. Otras reglas estrictas en muchos clubes de intercambio de pareja es el uso obligatorio de condones, que deberán ser exclusivos para cada contacto sexual.
Haciendo un inciso en la etiqueta cabe destacar que los acercamientos, a menos en la UE, se realizan mediante leves caricias en zonas no erógenas; si estas son permitidas, se entiende el consentimiento tácito para continuar.
En EE. UU., se considera inadecuado tocar sin pedir autorización, mientras que en Europa -incluyendo el Reino Unido- tocar como el remover firmemente la mano son ampliamente aceptados como adecuados, aunque no exista comunicación verbal en el contexto del juego.
Las reglas, por orden de mayor a menor importancia, son respeto, higiene y discreción. El uso de preservativos es exigido en todo tipo de reuniones de intercambio Swinger o de Parejas liberales, para prevenir enfermedades de transmisión sexual (ETS).

### Soltería
En general, los clubes de intercambiadores de pareja no tienen lugar para personas solteras. No obstante, algunos pueden admitirles por cierto precio.
Algunos se oponen a involucrar solteros de cualquier género con los intercambiadores de pareja debido al temor de que puedan tender a separar a las parejas existentes, las cuales buscan conservar fidelidad afectiva. Varios de estos grupos solo admiten a mujeres solteras.

### Poliamor
Muchos miembros de la comunidad del poliamor difieren del estilo de vida de los intercambiadores de pareja al poner mayor énfasis en relaciones comprometidas y duraderas, al considerar al intercambio de pareja como una actividad sexual recreativa, sujetas al celo y otros aspectos de la monogamia. Pero también muchas otras personas dentro de las comunidades de poliamor y de intercambio de pareja ven ambas prácticas coincidentes en la sexualidad e intimidad abierta.